# Уэзерби, Джеймс
Джеймс Дональд Уэзерби (англ. James Donald Wetherbee; род. 27 ноября 1952, Нью-Йорк, США) — астронавт НАСА, офицер ВМС США, участник 6 миссий Спейс шаттл, командир пяти космических экипажей, пилотировавший четыре разных корабля из серии Спейс Шаттл.

## Биография
Джеймс Уэзерби родился 27 ноября 1952 в Нью-Йорке, в районе Флашинг (Куинс). Вырос в Хантингтоне (штат Нью-Йорк).
Получил степень бакалавра в области аэрокосмической техники в университете Notre Dame du Lac в Индиане, затем направился на службу на флот. В ВМС работал лётчиком-испытателем на F/A-18, в 1984 году был выбран кандидатом в астронавты.
Пилотировал Колумбию в миссии STS-32 в 1990 и командовал экипажами миссий STS-52 (1992), STS-63 (1995), STS-86 (1997), STS-102 (2001), и STS-113 (2002). В ходе последних трёх полётов выполнялись стыковки со станциями Мир и МКС; STS-113 был последним полётом шаттлов перед катастрофой Колумбии.
В январе 2005 года Уэзерби уволился из НАСА, чтобы открыть частное предприятие Escape Trajectory LLC. В конце 2006 года он начал работу по независимой проверке безопасности в компании BP.

## Особые заслуги
В 2009 году Джеймс Уэзерби был включён в Зал славы астронавтов.